# Semiana
Semiana (lombardul: Semiäna) település Olaszországban, Lombardia régióban, Pavia megyében. Lakosainak száma 196 fő (2023. január 1.). Semiana Lomello, Mede, Sartirana Lomellina, Valle Lomellina és Velezzo Lomellina községekkel határos.

## Népesség
A település lakossága az elmúlt években az alábbi módon változott:
| Lakosok száma | 226  | 223  | 196  |
|               | 2017 | 2018 | 2023 |